# Mathania carrizoi
Mathania carrizoi is een vlindersoort uit de familie van de Pieridae (witjes), onderfamilie Pierinae.
Mathania carrizoi werd in 1914 beschreven door Giacomelli.